# Grebenichi (monument al naturii)
Grebenichi  (în ucraineană Гребеники) este un monument al naturii de tip geologic de importanță locală din raionul Rozdilna, regiunea Odesa (Ucraina), situat lângă satul Grebenichi.  
Suprafața ariei protejate constituie 0,3 hectare, fiind creată în anul 1972 prin decizia comitetului executiv regional. În timpul construcției barajului din vecinătatea satului Grebenichi, aici au fost descoperite rămășițe fosile de plante și animale din hipparionul inferior, fiind expuse în muzeul paleontologic din Odesa și în muzeele altor orașe din Ucraina și din țările vecine.

## Galerie de imagini

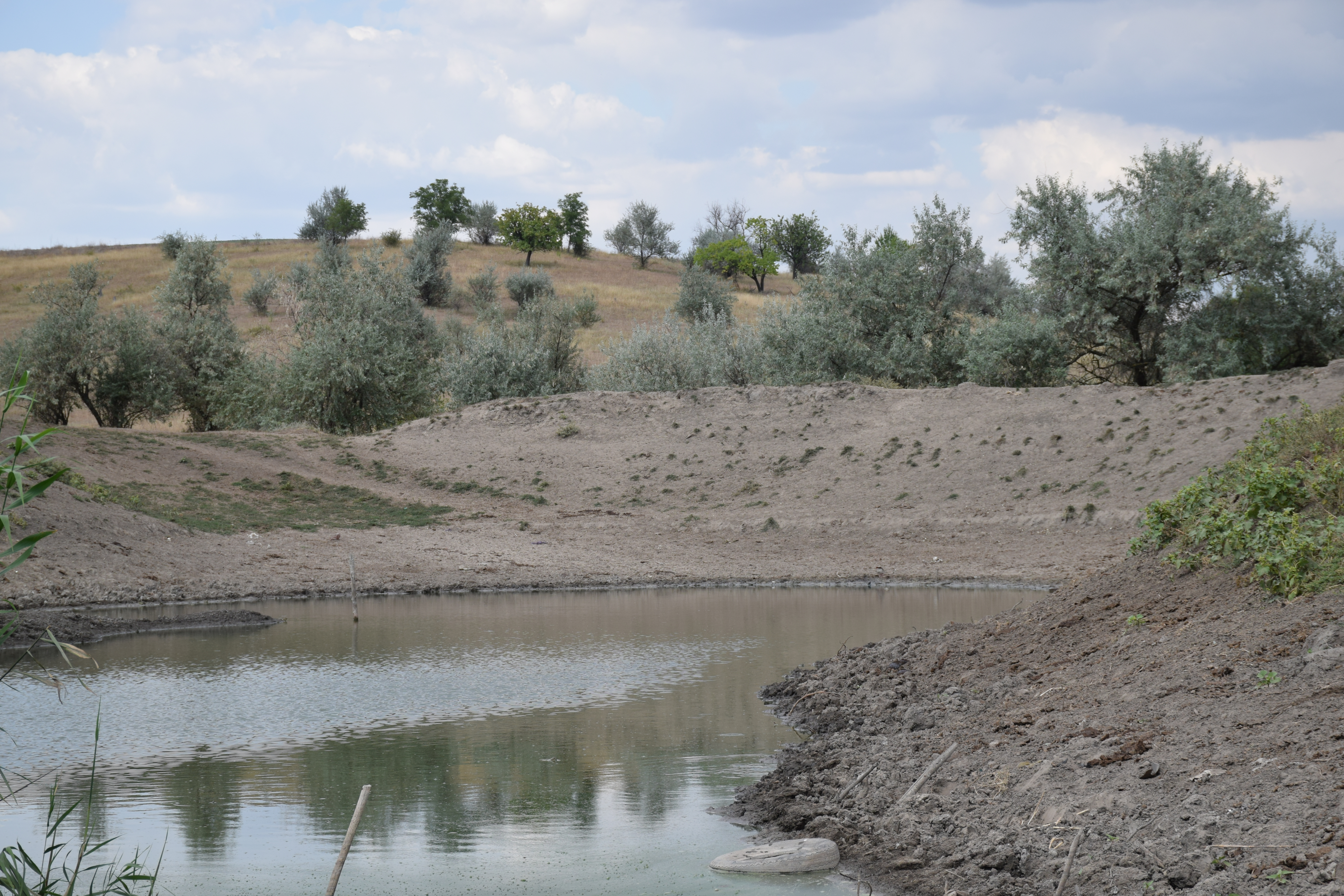
Barajul și lacul de acumulare format lângă acesta.
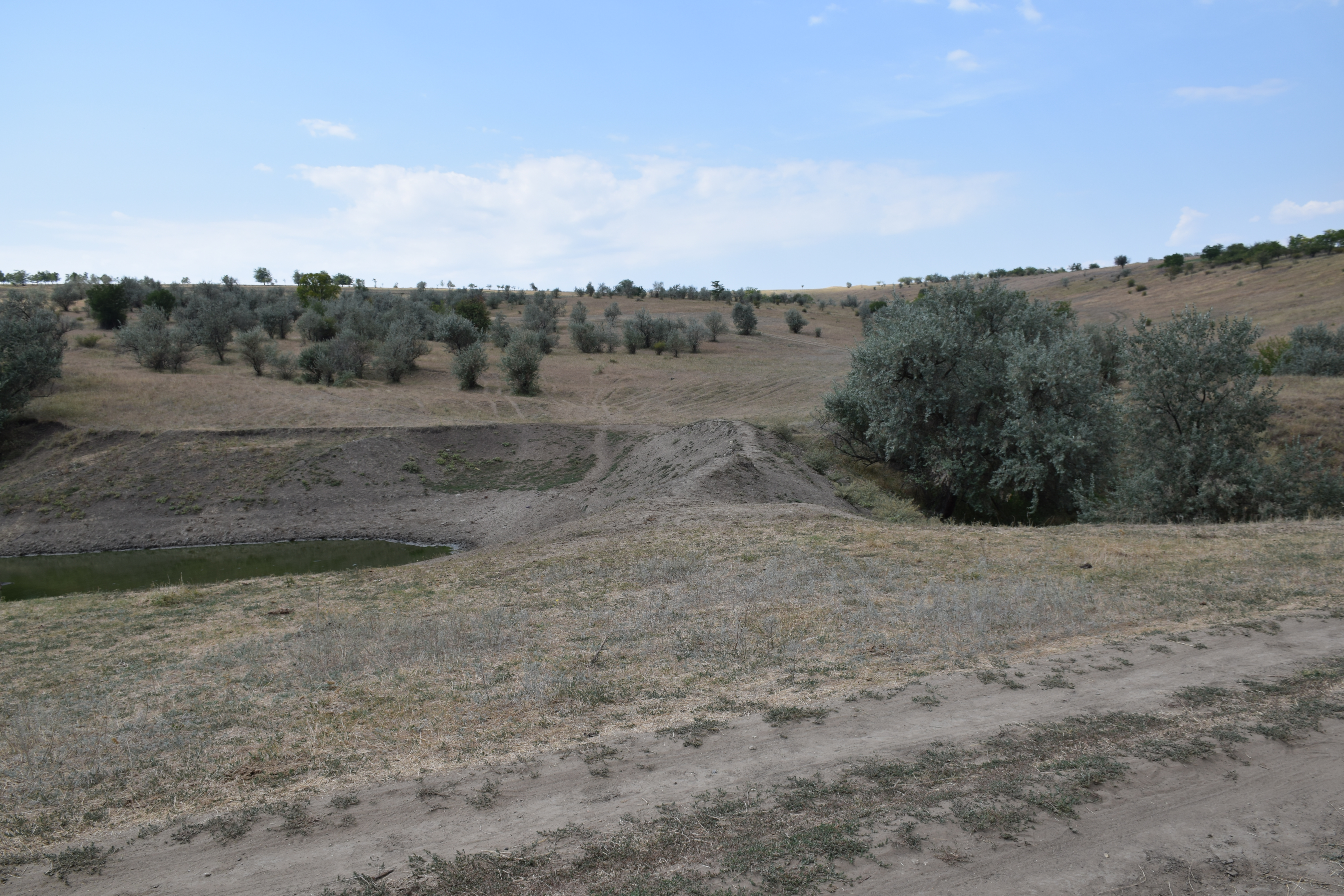
Monumentul geologic.
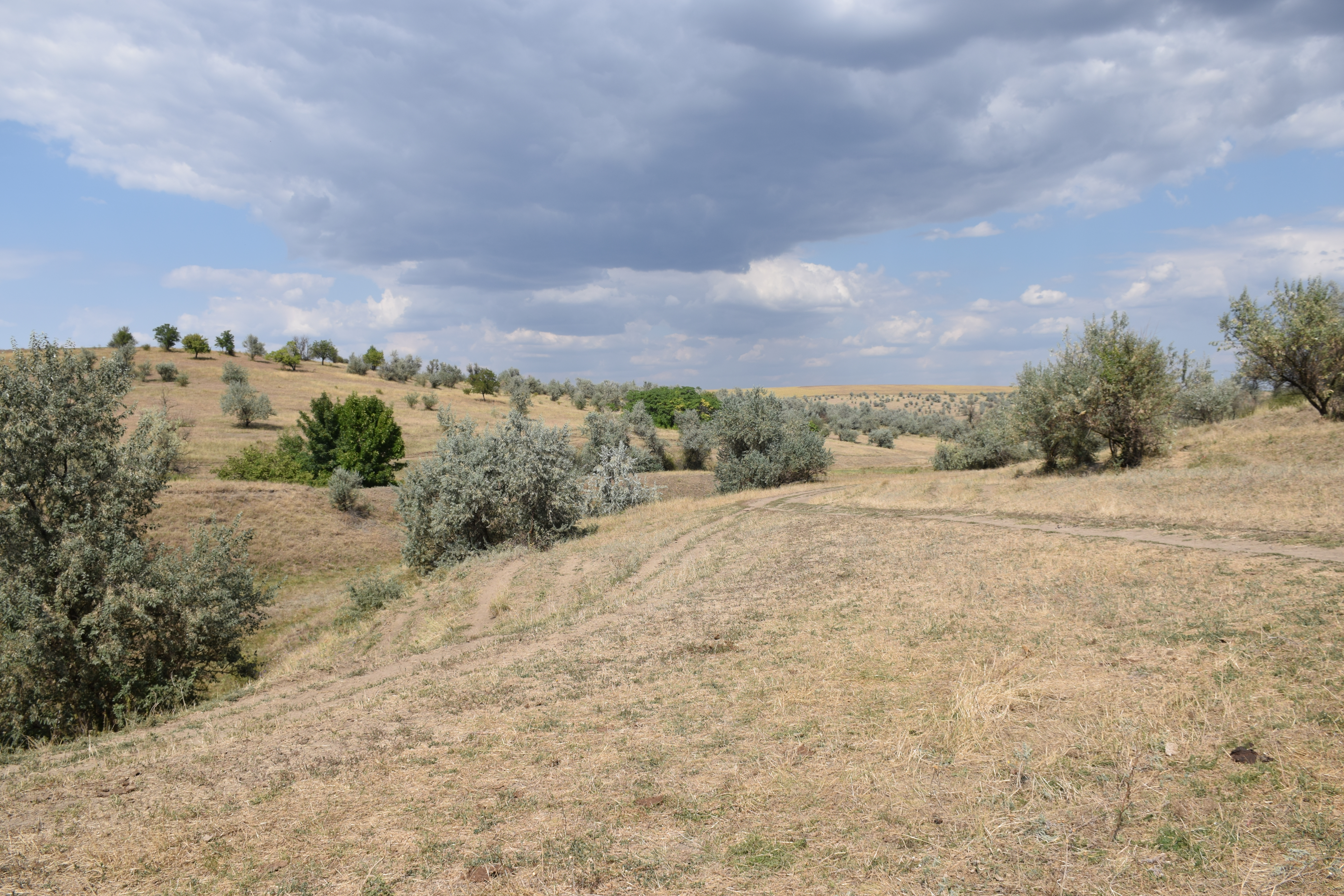
Peisaj în vecinătatea satului, lângă monumentul geologic.
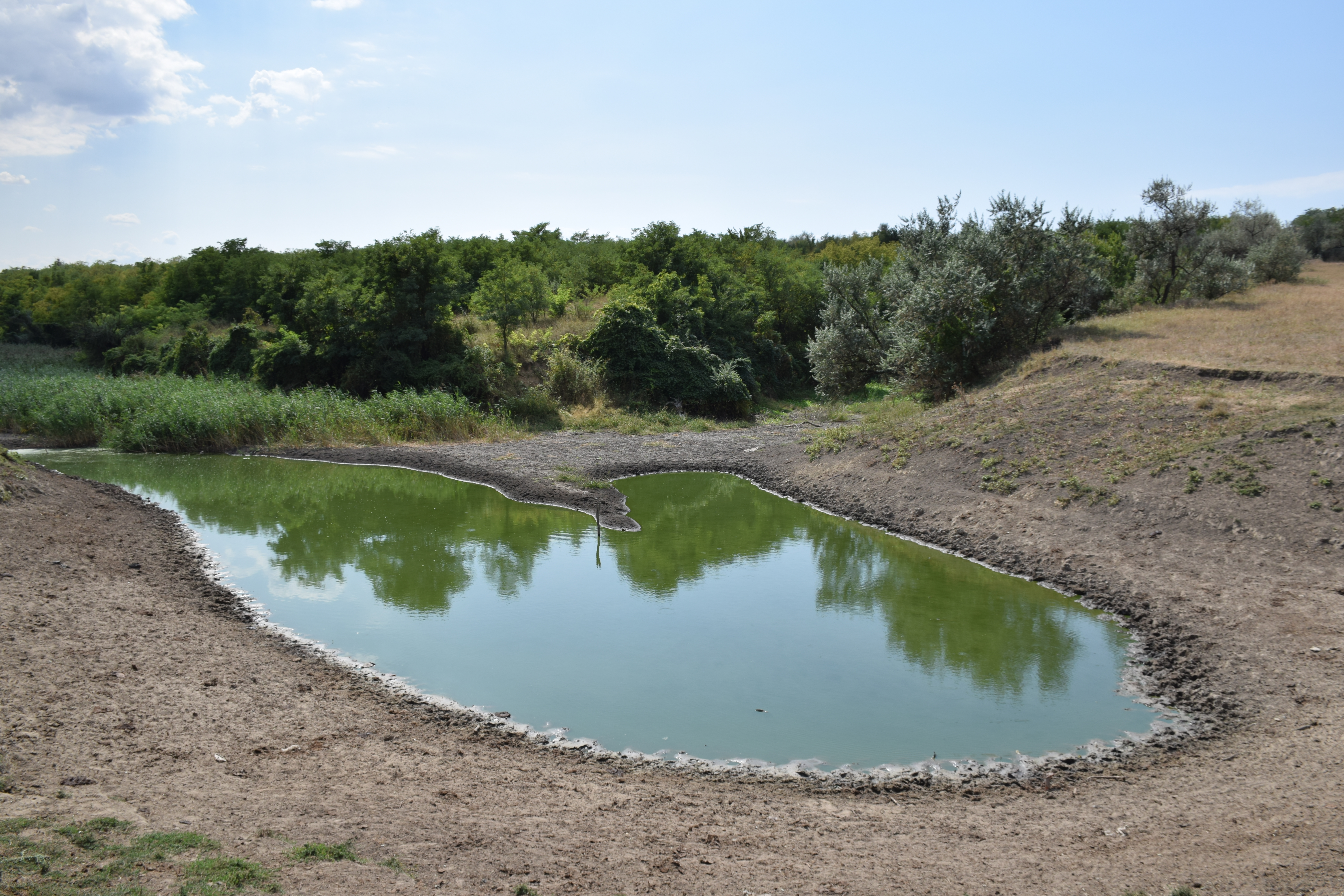
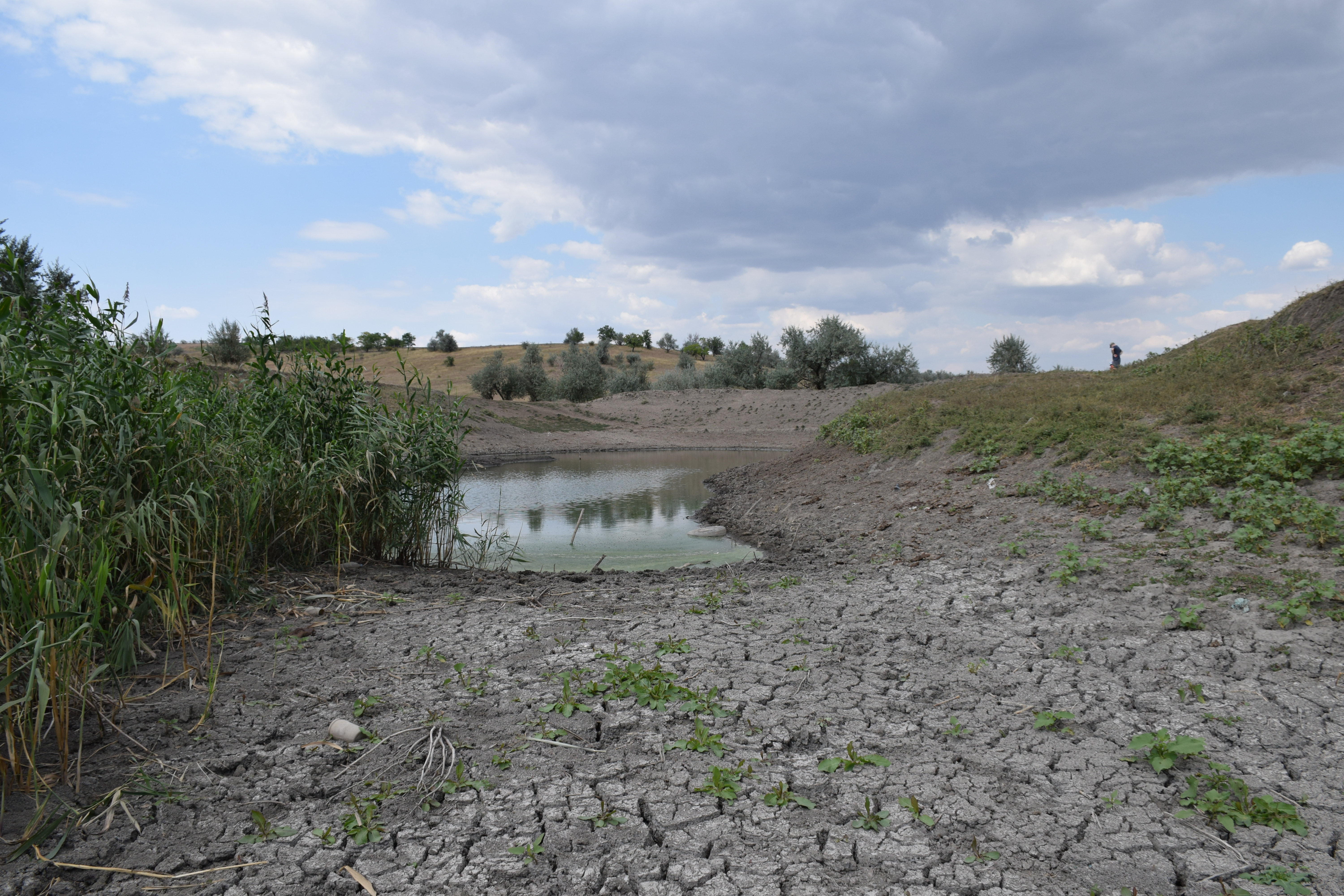